# Satoshi Yamaguchi
Satoshi Yamaguchi (山口 智 Yamaguchi Satoshi?,  nacido el 17 de abril de 1978 en Distrito de Takaoka, Kōchi) es un exfutbolista japonés. Jugaba de defensa y su último club fue el Kyoto Sanga de Japón. Actualmente dirige al Shonan Bellmare de la J1 League.

## Trayectoria
Debutó en la J. League Division 2 en 1996 para JEF United Ichihara Chiba. En 2001 se fue al Gamba Osaka donde jugaría hasta 2011, cuando regresaría al JEF United Ichihara Chiba.

## Clubes
| Club                      | País  | Año         |
| ------------------------- | ----- | ----------- |
| JEF United Ichihara Chiba | Japón | 1996 - 2001 |
| Gamba Osaka               | Japón | 2001 - 2011 |
| JEF United Ichihara Chiba | Japón | 2011 - 2014 |
| Kyoto Sanga               | Japón | 2015        |

## Palmarés

### Campeonatos nacionales
| Título               | Club        | País  | Año  |
| -------------------- | ----------- | ----- | ---- |
| J. League Division 1 | Gamba Osaka | Japón | 2005 |
| Copa J. League       | Gamba Osaka | Japón | 2007 |
| Supercopa de Japón   | Gamba Osaka | Japón | 2007 |
| Copa del Emperador   | Gamba Osaka | Japón | 2008 |
| Copa del Emperador   | Gamba Osaka | Japón | 2009 |

### Campeonatos internacionales
| Título                   | Club        | País  | Año  |
| ------------------------ | ----------- | ----- | ---- |
| Pan-Pacific Championship | Gamba Osaka | Japón | 2008 |
| AFC Champions League     | Gamba Osaka | Japón | 2008 |